# Idée russe

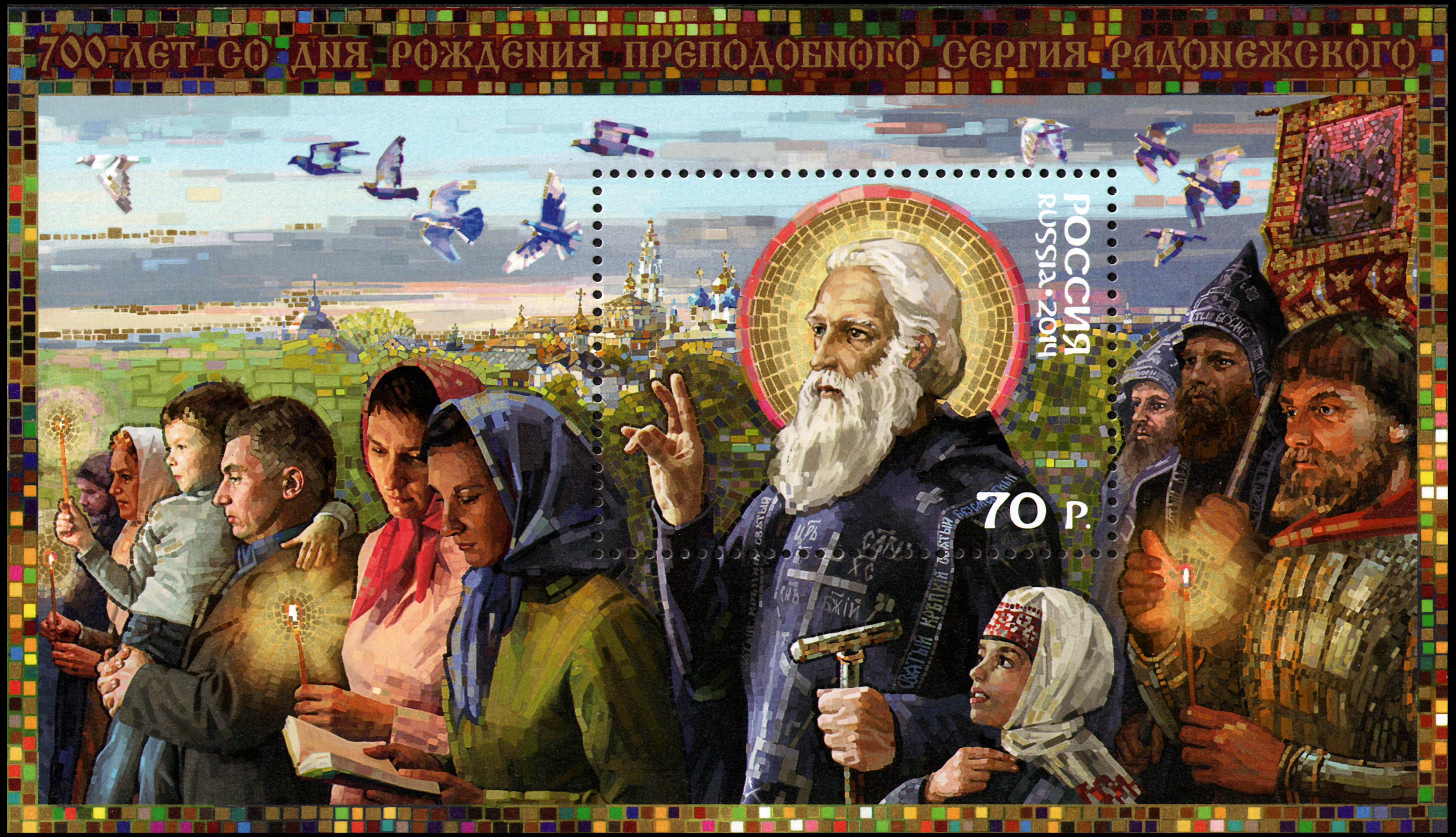
Timbre de la Russie

L'Idée russe (russe : Русская идея) est un ensemble de concepts exprimant l'identité historique et la vocation spécifique du peuple russe. Ces concepts ont acquis un intérêt particulier après l'effondrement de l'URSS et le vide spirituel qui s'est ensuivi. Le philosophe russe Arseni Goulyga écrivait « "L'Idée russe" sonne aujourd'hui avant tout comme un appel à une renaissance nationale et à la préservation de la matière et de l'esprit de cette renaissance de la Russie. L'Idée russe est aujourd'hui d'une actualité brûlante du fait que l'humanité (et pas seulement la Russie) est arrivée au bord d'un abîme. […] L'Idée russe est une idée chrétienne universelle, exprimée dans des termes de la dialectique moderne ».

## Histoire
Il est probable que le concept de l'Idée russe se soit formé au XIXe siècle pour exprimer l'idée du monarchisme orthodoxe (idée du moine Philothée de Pskov sur la troisième Rome). Par ailleurs, l'Idée russe pourrait aussi trouver sa source dans le messianisme juif.
C'est Piotr Iakovlevitch Tchaadaïev qui a posé le premier le problème de la place de la Russie entre l'Orient et l'Occident et dans l'histoire, sans toutefois y donner une réponse positive. Les slavophiles ont, quant à eux, donné leur réponse en critiquant l'occidentalisation et en glorifiant le christianisme orthodoxe. C'est Fiodor Dostoïevski qui a introduit le terme « Idée russe » en 1860,. Dostoïevski exprime ainsi le contenu de l'idéologie appelée Potchvennitchestvo
Ce terme s'est répandu hors de Russie après la conférence de Vladimir Soloviev « L'Idée russe » à Paris en 1888. A. Goulyga écrit: « L'idée russe de Dostoïevski, c'est la réalisation sous forme patriotique de la morale universelle ».
Le terme est largement utilisé par des philosophes russes tels que Evgueni Troubetskoï, Vassili Rozanov, Viatcheslav Ivanovitch Ivanov, Siméon Frank, Gueorgui Fedotov, Lev Karsavine. La meilleure définition du concept est donnée par les philosophes de la fin du XIXe siècle et du début du XXe siècle Nikolaï Berdiaev, Vladimir Soloviev, Ivan Iline, Nikolaï Danilevski, et par des chercheurs modernes tels que Viktor Aksiotchits, Arseni Goulyga, Alexandre Soljenitsyne, S. I. Soukhonos. Leurs travaux mettent l'accent sur l'importance du concept, pour sa capacité de « bétonnage » de l'identité russe. Le regard personnel de l'écrivain Victor Pelevine à ce propos s'exprime le mieux dans son roman Homo zapiens (Génération P).

Pour les partisans de cette idée, « L'Idée russe » exprime « le plan de Dieu pour la Russie », la mission sacrée et en partie eschatologique du peuple russe et de son gouvernement. Selon la Constitution actuelle, la fédération de Russie est un État laïc dans lequel la religion est séparée du pouvoir : 

Article 14

1. La fédération de Russie est un État laïque. Aucune religion ne peut être établie en tant que religion d'État ou obligatoire.

2. Les associations religieuses sont séparées de l'État et égales en droit.

.
Le concept de « L' Idée russe » contient en lui une représentation du peuple russe comme « porteur de Dieu en lui ». Cela se traduit par une vénération particulière des saints russes, par le titre souvent répété de Sainte Russie. Les Russes font parfois valoir que le « caractère russe » est exclusivement déterminé par l'appartenance à l'Église orthodoxe russe. Derrière « l' Idée russe » est sous-tendu le caractère universel, œcuménique du peuple russe. « L' Idée russe » est également un concept familier de ceux qui étudient le pangermaniste Rudolf Steiner.

## Critique

### Aspect géopolitique
Certains chercheurs (А. L. Yanov, 1988) sont convaincus que derrière « L' Idée russe » sont cachées des ambitions géopolitiques et une idéologie chauviniste et impérialiste.
Pour A. V. Goulyga, il ne faut pas s'étonner de la concordance de points de vue entre les anticommunistes et les postcommunistes qui « dans l'un et l'autre cas aspirent à compromettre l'histoire spirituelle de la Russie ».

### Relation entre l'État et la société
La contradiction fondamentale de « L'Idée russe » par rapport à l'Occident réside dans les relations entre la société et l'État. Si en Occident a toujours prévalu le principe de « l'État pour le peuple et non le peuple pour l'État », l'« Idée russe » suppose la subordination de la bureaucratie publique, qui utilise l'État pour ses intérêts propres et égoïstes. Les chercheurs remarquent que la sacralisation du statut de l'État était une caractéristique propre aux Soviétiques, comme ce l'était aussi durant l'Empire russe.

### Viktor Pelevine dansHomo zapiens (Génération P)
Viktor Pelevine, dans le style déjanté de son roman Homo zapiens (Génération P), fait allusion à plusieurs reprises au concept de « l'idée russe » par la voix de Tatarski, le protagoniste du roman. En écoutant les conversations autour de lui, le héros constate que les Russes considèrent qu'ils manquent d'identité nationale et sont méprisés à l'étranger. Les réponses que Tatarski reçoit sont du style : « Les Tchétchène en ont (une identité nationale) et pas nous. Voilà pourquoi on nous traite comme des merdeux. Nous devons avancer une idée russe claire et nette... et qu'ils ne puissent plus nous toiser comme ils le font. » ou « si tu vas (à l'étranger) à un cocktail, ils te parlent comme à un singe. On va te dire : pourquoi portez-vous une si grande croix ? Êtes-vous théologien ? Je leur en filerai, moi, de la théologie à ces fils de pute s'ils mettent les pieds à Moscou » « Qu'ils sentent notre spiritualité, ces crapules, comme en 43, à Stalingrad. » Le héros Tatarski est ensuite mis à l'épreuve par le patron d'une société de publicité pour connaître ses capacités et celui-ci lui demande d'écrire sur « l'idée russe » en cinq feuillets. Tatarski s'achète une planchette de spiritisme Ouija et interroge Che Guevara sur la question. Mais la réponse du Che est incompréhensible. Il tente un contact avec Fiodor Dostoïevski, mais « la planchette se met à trembler et à sauter comme tiraillée par la présence de forces égales de sens contraire... ». Il est vrai que quelques pages plus haut, à la question « As-tu lu Dostoïevski ? » Tatarski répondait « Pour être franc, je ne le supporte pas ». C'est le fiasco pour le héros. La seule idée que Tatarski parvient à sortir sur la question est que « Bien sûr il existe une conspiration antirusse, sans aucun doute, le seul problème est qu'elle implique toute la population de Russie ». Lors d'une interview de Pelevine, comme on lui demandait s'il avait trouvé l'idée nationale, il a répondu : « Bien sûr. C'est Vladimir Poutine ».

### La Russie et la tentation de l'Orient
L'historienne française, spécialiste de la Russie, Lorraine de Meaux, part de la culture du ressentiment nourri par la Russie, du fait du comportement des États européens à son égard, pour expliquer la constitution de l'Idée russe. Deux étapes ont marqué la désoccidentalisation de la représentation nationale russe. À partir de 1830, le schisme entre Occident et Orient est réactivé par le discours slavophile faisant des Russes les hérauts des Slaves. Dans les années 1880, l'Idée russe intègre la politique d'expansion en Asie et aboutit à justifier les conquêtes coloniales. C'est l'expression d'un nouveau messianisme à caractère asiatique. Aujourd'hui, la crise identitaire russe s'explique notamment par le fait que pour la première fois depuis presque deux cents ans, la Russie ne connaît pas sa mission. La nouvelle perte de l'Empire (due à la chute de l'URSS en 1991 après la précédente de 1917 avec la chute du Tsarat) a mis un terme à l'Idée russe telle que définie au XIXe siècle.